# Кларенс Зеєдорф
Кларенс Клайд Зеєдорф (нід. Clarence Clyde Seedorf; нар. 1 квітня 1976 року, Парамарибо, Суринам) — колишній нідерландський футболіст та тренер.
Єдиний гравець, який виграв Лігу чемпіонів УЄФА з трьома різними клубами (з «Аяксом» у 1995, з «Реал Мадрид» у 1998 і двічі з «Міланом», у 2003 і 2007).
Народився в Парамарибо, столиці Суринаму, але виріс в Амстердамі, Нідерланди.

## Кар'єра

### «Аякс» і «Сампдорія»
Професійна кар'єра Зеєдорфа почалася на початку 1990-х років в нідерландському «Аяксі» у віці 16 років і 242 днів, що зробило його наймолодшим гравцем, який дебютував на професійному рівні за всю історію клубу. Зеєдорф зіграв свою роль у перемогах «Аякса» в чемпіонаті Нідерландів 1994 і 1995 року. Він також зіграв ключову роль у перемозі «Аякса» в Лізі чемпіонів УЄФА в 1995 році. З 1995 по 1996 роки провів сезон в «Сампдорії», відзначившись п'ятьма голами.

### «Реал Мадрид»
Трансфер молодого півзахисника до мадридського «Реала» відбувся 1996 року. У своєму першому сезоні, Зеєдорф допоміг команді завоювати титул чемпіона Іспанії. У наступному сезоні Кларенс відіграв важливу роль у перемозі «Реала» в Лізі чемпіонів УЄФА, вигравши другий трофей УЄФА у своїй кар'єрі.
У кінці сезону 1998—1999 проходили переговори з туринським «Ювентусом» з обміну Зеєдорфа на Зінедіна Зідана зірвалися, що змусило Зідана прочекати ще близько двох років до трансферу в «Реал Мадрид».
Починаючи з літа 1999 року, під час того, як командою керував Гус Гіддінк роль Зеєдорфа в грі «Реала» ставала все менш значущою. Зрештою, Зеєдорф був змушений повернутися до Італії, цього разу до міланського «Інтернаціонале». Вартість трансферу склала близько 23 млн євро.

### «Інтернаціонале»
«Інтернаціонале», діставшись не без допомоги Зеєдорфа до фіналу кубка Італії, заповітний трофей зрештою упустив. Однак, попри те, що нідерландському півзахисникові так і не вдалося принести міланському клубу трофеї, фанати «Інтера» надовго запам'ятають його за два забитих з великої відстані м'ячі в матчі проти туринського «Ювентуса», що завершився нічиєю 2:2.

### «Мілан»
Провівши два сезони в «Інтері», Зеєдорф переходить до «Мілана» в обмін на Франческо Коко. У цьому сезоні «Мілану» вдалося виграти кубок Італії вперше за 26 років. Вигравши Лігу чемпіонів, Зеєдорф став першим футболістом в історії, який виграв Кубок Ліги чемпіонів з трьома різними клубами.
Наступний сезон, 2003—2004 років, приніс Кларенс Зеєдорф четверту перемогу в національному чемпіонаті. До двох нідерландських і одного іспанського титулу чемпіона додався титул чемпіона Італії.

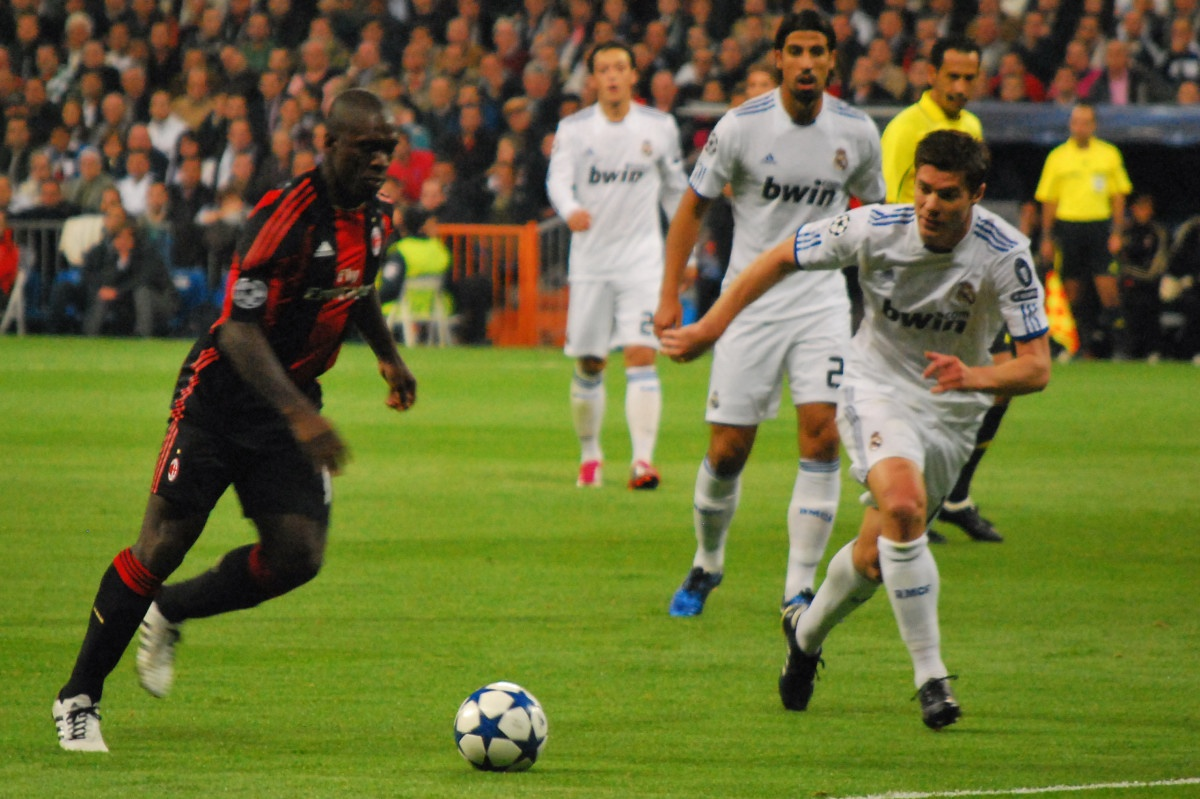
Зеєдорф у грі проти «Реала»

В кінці сезону 2006—2007 Зеєдорф був визнаний найкращим півзахисником Ліги чемпіонів. Він зіграв свій 100-й матч у Лізі чемпіонів 4 грудня проти «Селтіка». У «Мілані» Зеєдорфу і його одноклубникам — Андреа Пірло та Дженнаро Гаттузо вдалося сформувати потужне тріо ще в сезоні 2002—2003 і проіснували понад 9 років — аж до початку сезону 2011—2012. Головним завданням трійці за часів Карло Анчелотті була підтримка атакуючих півзахисників, якими в різні часи були Рівалдо, Руй Кошта, Кака або Роналдінью.
У сезоні 2010—2011 «Мілану» вдалося через кілька років повернути собі «Скудетто», у досягненні якого Зеєдорф інколи грав вирішальну роль. У тому сезоні Кларенсу вдалося забити 4 голи, з'явившись на полі 36 разів. Зеєдорф додав ще один трофей у скарбничку «Мілана», зігравши важливу роль в ключовій перемозі над «Інтером» у Суперкубку Італії з рахунком 2:1. Йому також вдалося забити ключовий гол у першому переможному матчі «Россонері» сезону 2011—2012.
Зеєдорф знаходиться на 7-му місці серед 20 найкращих гравців Ліги чемпіонів УЄФА з моменту її створення. Список був складений журналом «Champions», офіційним журналом УЄФА.

### «Ботафого»
16 травня 2012 року Зеєдорф домовився з бразильським клубом «Ботафогу», в якому буде отримувати близько 45 000 євро на тиждень. 30 червня гравець підписав з клубом контракт на два роки. Дебютував 22 липня у матчі проти «Греміу».
14 січня 2014 року оголосив про завершення ігрової кар'єри.

## Тренерська кар'єра
16 січня голландський фахівець підписав контракт з «Міланом» до 30 червня 2016 року. Кларенс Зеєдорф став першим голландським тренером, який очолив команду Серії А. 19 січня «Мілан» у першому матчі під керівництвом Зеєдорфа здолав «Верону» (1:0).
Прихід нового тренера не приніс якісних поліпшень в грі команди й до кінця чемпіонату «Мілан» втратив практично всі шанси потрапити в «зону єврокубків» Серії А. У зв'язку з цим клуб захотів закінчити співпрацю з голландцем до закінчення чемпіонату.

## Досягнення

### Командні
«Аякс»
- Чемпіон Нідерландів: 1994, 1995
- Кубок Нідерландів: 1993
- Суперкубок Нідерландів: 1993
- Ліга чемпіонів УЄФА: 1995

«Реал Мадрид»
- Чемпіон Іспанії: 1997
- Суперкубок Іспанії: 1997
- Ліга чемпіонів УЄФА: 1998
- Міжконтинентальний кубок з футболу: 1998

«Мілан»
- Чемпіон Італії: 2004
- Кубок Італії: 2003
- Ліга чемпіонів УЄФА: 2003, 2007
- Суперкубок Італії: 2004
- Суперкубок УЄФА: 2003, 2007
- Клубний чемпіонат світу з футболу: 2007

### Особисті
- Нідерландський талант року: 1993, 1994
- Включений до списку ФІФА 100